# Темчура, Алексей Гаврилович
Алексей Гаврилович Темчура (1937—2013) — сельскохозяйственный деятель, Герой Социалистического Труда (1990).

## Биография
Родился 1 марта 1937 года в станице Новомышастовская (ныне — Красноармейский район Краснодарского края). После окончания средней школы работал в колхозе трактористом, механиком, директором птицефабрики.
В апреле 1972 года был назначен бригадиром комплексной бригады № 6 колхоза «Россия» (позднее преобразован в Сельскохозяйственный производственный кооператив колхоз-племзавод «Россия»), находился на этой должности вплоть до июля 2008 года. За время своей работы проявил себя как грамотный руководитель, применяющий передовой опыт и собственные знания, что позволило его бригаде быть лучшей в колхозе.
Указом Президента СССР от 3 сентября 1990 года за «достижение высоких результатов в производстве и продаже государству сельскохозяйственной продукции, большой личный вклад в развитие сельского хозяйства и проявленную трудовую доблесть» Алексей Темчура был удостоен высокого звания Героя Социалистического Труда с вручением ордена Ленина и медали «Серп и Молот».
Был награждён тремя орденами Ленина, орденами Октябрьской Революции и Трудового Красного Знамени, рядом медалей.
Умер 13 декабря 2013 года в родной станице.